# Догонов Володимир Миколайович
Володимир Миколайович Дого́нов (нар. 10 квітня 1969) — український флотоводець. Командир Морського командування Військово-Морських Сил України, капітан 1-го рангу.

## Біографія
Навчався у школі № 9 селища Новоозерне. Закінчив Ленінградське Вище військово-морське училище імені М. В. Фрунзе. Служив на ракетному крейсері «Україна», корветі «Вінниця» і морському тральщику «Чернігів». З 30 липня 1997 року по 30 липня 2001 року перебував на посаді капітана 3-го рангу, командував тральщиком «Чернігів».
Служив начальником штабу Південної військово-морської бази України. У 2004 році був призначений на посаду командира Південної військово-морської бази, яка розташовувалася в Новоозерному. У цьому ж році закінчив Чорноморське Вище військово-морське ордена Червоної Зірки училище імені П. С. Нахімова в Севастополі. Пізніше отримав звання капітана 1-го рангу. 
19 жовтня 2009 року, Указом Президента України Віктора Ющенка нагороджений медаллю «За військову службу Україні».
В 2010 році брав участь в місцевих виборах, які відбулися 31 жовтня 2010 року на пост селищного голови Новоозерного. Догонов балотувався від Партії регіонів. На виборах йому протистояли 6 кандидатів. Тоді він поступився самовисуванцю Олегу Курятенку..
Після окупації Росією українського півострова Крим, Володимир Миколайович Догонов з квітня 2014 року став командиром військової частини А2506 в м. Жовтих Водах на Дніпропетровщині. У 2015 році був призначений начальником Миколаївського гарнізону (військова частина А3130) місто Миколаїв.
З 2018 року - командир Морського командування Військово-Морських Сил України.

## Нагороди та відзнаки
- Медаль «За військову службу Україні» (19 жовтня 2009)